# Квинт Касий Лонгин
Квинт Касий Лонгин (на латински: Quintus Cassius Longinus; † 47 пр.н.е.) е политик на Римската република през 1 век пр.н.е.

## Биография
Произлиза от фамилията Касии. Син е на Гай Касий Лонгин (консул 73 пр.н.е.). Брат или братовчед е на убиеца на Цезар Гай Касий Лонгин.
От 57 пр.н.е. до смъртта си Квинт Касий Лонгин е авгур. През 55 пр.н.е. e магистър на Монетния двор а през 54 пр.н.е. е квестор при Гней Помпей Магн в Далечна Испания.
През 49 пр.н.е. той става народен трибун с колега Марк Антоний. Малко преди избухването на Гражданската война е на страната на Гай Юлий Цезар. Двамата с Марк Антоний се стремят да защитават Цезар пред Сената. На сенатското заседание на 7 януари 49 пр.н.е. (предюлианиски) на двамата народни трибуни се пречи и те бягат от Рим в Ариминум при техния патрон, при когото пристигат малко след като бил пресякъл Рубикон. Цезар представя двамата на войниците си и отваря войната.
Касий придружава Цезар в Испания, за да се бие там против войските на помпеанците. Касий остава в Испания от 49 до 47 пр.н.е. с пропреторски империум като управител на Иберийския полуостров. Там е отново грабещ и предизвиква бунтове на два легиона, така че той извиква на помощ мавретанския цар Богуд и Марк Емилий Лепид. Когато иска заедно с богатствата си през 47 пр.н.е. да напусне Испания, започва буря. Той се преобръща на устието на Ебро и загубва жиовота си.
Баща е вероятно на Квинт Касий Лонгин (легат 48 пр.н.е. в Испания).